# Öttevény
Öttevény je obec v severozápadním Maďarsku v župě Győr-Moson-Sopron v okresu Győr. K 1. lednu 2015 zde žilo 3 022 obyvatel.

## Historie
První písemná zmínka o obci pochází z roku 1321. Ale už i předtím bylo území obce osídleno.

## Geografie
Obec se nachází od města s župním právem Győr asi 12 km severozápadně.
Obec se nachází ve výšce 116 m n. m.

## Doprava
Jižně od obce vede dálnice M1, která nahradila původní státní silnici 1, která vede přímo obcí.
Obcí dále prochází hlavní železniční trať z Budapešti přes Hegyeshalom do Rajky, na které se nachází stanice Öttevény.